# شماره سریال نگهداری
شماره سریال نگهداری شماره شناسایی کسانی است که در درگیری‌های نظامی به اسارت وزارت دفاع ایالات متحده آمریکا در آمده‌اند.
در ۳ مارس ۲۰۰۶ (میلادی) برای سازگاری با حکم دادگاه، وزارت دفاع آمریکا ۵۷ پرونده را منتشر کرد. این پرونده‌ها رونوشت‌های شنیده‌های دادگاه تجدید نظر وضعیت جنگجویان زندانیان گوانتانامو و هیئت‌مدیره تجدید نظر اداری از بازداشتیان بودند. در این رونوشت‌ها تنها شماره سریال نگهداری زندانیان و نه نام آنها آورده شده بود.
در ۲۰ آوریل ۲۰۰۶ وزارت دفاع آمریکا یکی از دو فهرست رسمی را منتشر کرد. در این فهرست، شماره سریال نگهداری زندانیان، نام، و ملیت آنها آمده بودند. این افراد ۵۵۸ نفر از زندانیان گوانتانامو بودند که از اوت ۲۰۰۴ (میلادی) بنا به تشخیص دادگاه تجدید نظر وضعیت جنگجویان، قطعاً یا به احتمال زیاد "جنگجوی دشمن" بودند.
در ۱۵ مه ۲۰۰۶ وزارت دفاع آمریکا فهرست بلند دیگری از ۷۵۹ نفر را منتشر کرد که همه کسانی بودند که در گوانتانامو در بازداشت نظامی بودند.
هر دو فهرست، نام‌های ناسازگاری برای افراد بی‌شمار داشتند. نام بسیاری از زندانیان در هیچ‌کدام از دو فهرست نبود.
یک بازداشتی ناشناس اصولاً بدون اختصاص شماره سریال نگهداری و تنها با سه حرف X یا (XXX) مشخص می‌شد. زیرا درخواست زندانی شدن او از سوی آژانس اطلاعات مرکزی (سیا) صادر شده بود.
در ۱۶ ژانویه ۲۰۱۰ (میلادی) وزارت دفاع آمریکا فهرست ۶۴۵ زندانی زندان بگرام (بازداشتگاه پروان) در افغانستان را منتشر کرد. تاریخ‌نگار اندی ورتینگتون نویسنده کتاب "پرونده‌های گوانتانامو: داستان ۷۷۴ بازداشتی در زندان غیر قانونی آمریکا" نسخه تفسیر شده‌ای از زندانیان را منتشر کرد و در آن توضیح داد که شماره‌های اختصاص داده شده، به ترتیب نیستند. سه نفر از زندانیان پیشین گوانتانامو که پس از آزادی، دوباره دستگیر شدند و در بگرام نگهداری می‌شوند با همان شماره سریال نگهداری نخستین خود شناسایی می‌شوند.